# 331大地震
331大地震是台灣地震災害事件，發生於2002年3月31日；為宜蘭、花蓮自1986年於花蓮外海曾經發生芮氏規模6.8地震並造成15人死亡後，近海顯著有感的大地震之一。「331」取自是日為三月三十一日。

## 經過
331大地震發生於當地時間2002年3月31日14時52分50.0秒，震央在東經122.19，北緯24.14，也就是宜蘭縣南澳地震站東偏南方55.0公里位置，震源深度13.8公里，震央芮氏規模6.8，美國地質調查局估算地震矩規模為7.1，日本气象厅测得本次地震为日本气象厅地震规模7.0。同年5月15日11時46分5.9秒，蘇澳再度發生芮氏規模6.2強烈餘震，地震深度約8公里，造成宜蘭地區有6級震度。
日本气象厅在与那国町和竹富町观测到震度3。日本标准时12时54分，日本气象厅对宮古岛・八重山地方发布海啸警报，对冲绳本岛地方发布海啸注意警报。但最终只在石垣岛石垣港观测到不足10厘米的微弱海面变动，在与那国岛观测到20厘米左右的海啸，13時30分海啸警報和海啸注意警報全部解除。 

## 各地最大震度
- 震度6級：宜蘭南澳
- 震度5級：花蓮和平、宜蘭市、南投合歡山、台北市、苗栗獅頭山
- 震度4級：花蓮市、桃園三光、台中德基、台北五分山、基隆市、新竹竹北、苗栗市、彰化員林、彰化市、雲林草嶺、斗六市、嘉義市
- 震度3級：台東成功、台中市、嘉義阿里山、台南佳里
- 震度2級：高雄桃源、台東市、屏東三地門、屏東市、台南市、高雄市、澎湖馬公、金門

| 地區         | 測站       | 座標                                | 最大震度值 | 震央距 (Km) | 垂直向 (gal) | 南北向 (gal) | 東西向 (gal) |
| ------------ | ---------- | ----------------------------------- | ---------- | ----------- | ------------ | ------------ | ------------ |
| 台北市中正區 | 中央氣象局 | 25°02′N 121°31′E / 25.04°N 121.51°E | 級         | 121.40      | 33.50        | 89.48        | 71.78        |
| 台北市大同區 | 大龍國小   | 25°04′N 121°31′E / 25.07°N 121.52°E | 級         | 124.68      | 36.78        | 79.68        | 81.58        |
| 台北市士林區 | 士林商職   | 25°05′N 121°31′E / 25.09°N 121.52°E | 級         | 126.60      | 22.20        | 87.80        | 67.12        |
| 台北縣永和市 | 頂溪國小   | 25°01′N 121°31′E / 25.01°N 121.51°E | 級         | 119.54      | 92.48        | 95.10        | 81.22        |
| 宜蘭縣宜蘭市 | 宜蘭氣象站 | 24°46′N 121°46′E / 24.76°N 121.76°E | 級         | 82.62       | 38.28        | 81.35        | 153.13       |
| 花蓮縣花蓮市 | 花蓮氣象站 | 23°59′N 121°37′E / 23.98°N 121.61°E | 級         | 62.29       | 17.71        | 36.37        | 54.07        |

## 災情

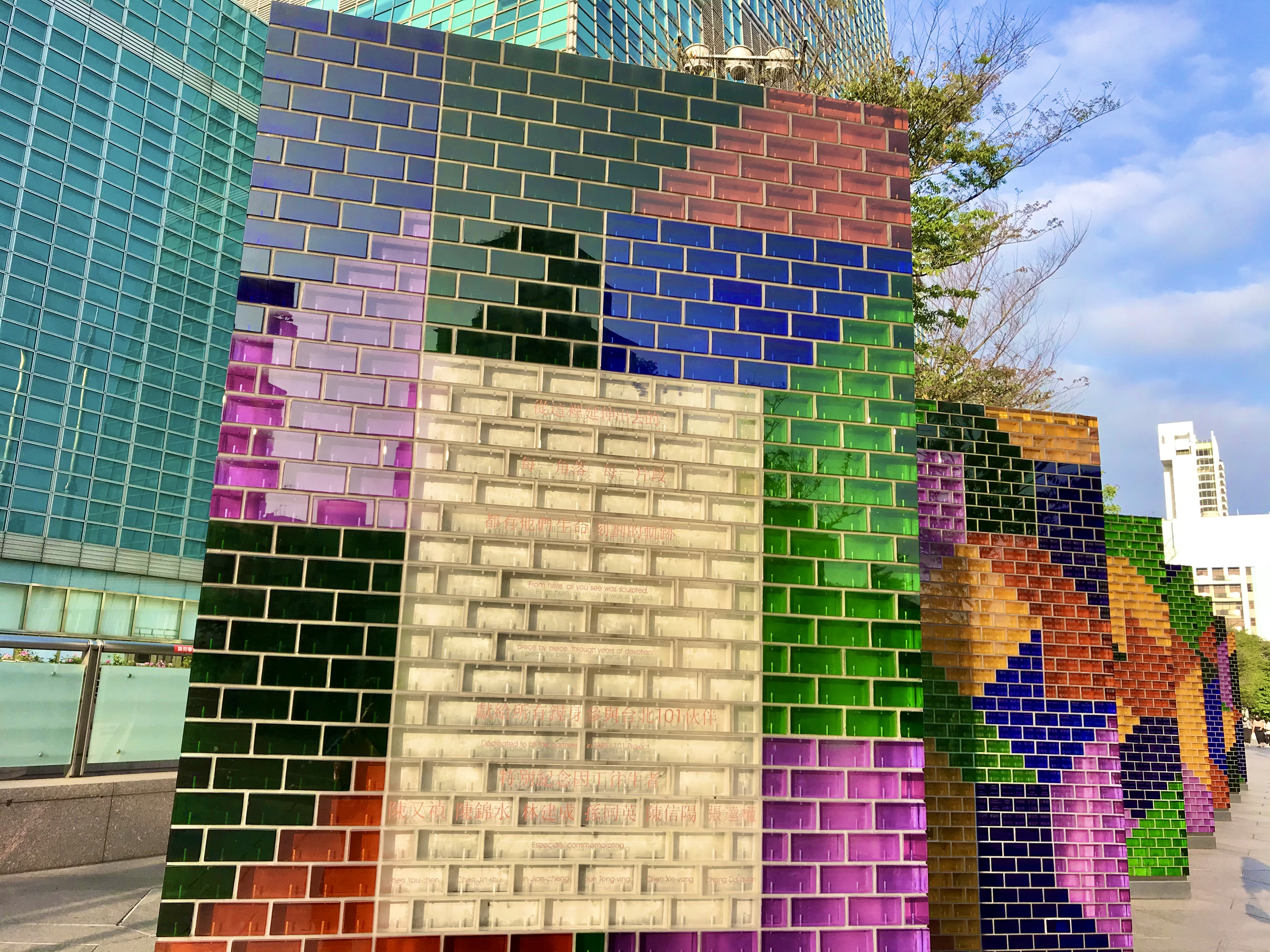
台北101伙伴碑

331地震發生在花蓮外海，不過災情卻集中在遠離震央的台北市。最嚴重是發生在當時正在興建中的台北101大樓（時稱台北國際金融大樓）工地，頂樓上的大型塔式起重機吊臂斷裂震落，自56樓掉落地面，砸中多部汽機車，另外多位工地人員在地震發生當時不幸掉落以及遭到重物砸傷，造成5人死亡、20多人受傷。另外，台北市承德路一棟公寓大樓倒塌，屋內8人受困，經過數小時搶救，八人均平安脫困。台北市各地不斷傳出民眾跌倒或是被掉落物砸傷意外，至少1人死亡、上百人傷。而台北縣雖未傳出人員死傷等重大災情，但至少造成五百多棟建物受損。

## 原因
331大地震的原因在於菲律賓海板塊和歐亞板塊挤压，结果地震波往外擴散。331大地震震央位於台灣東部外海，遠離台灣陸地，卻在台灣北部的台北盆地造成災情，台北市震度高達5級，中央氣象局地震測報中心表示是因為盆地地形產生的共振效果，意即震波進入台北沖積盆地的鬆軟地層時發生放大效應，導致地震震波在盆地內進而增加震幅，震度不降反升。

## 外部連結
- 中時電子報新聞專輯：331大地震現場目擊（页面存档备份，存于）